# Princess Kasune Zulu
Princess Kasune Zulu (Kabwe, 12 de noviembre de 1975) es una política zambiana y miembro de la Asamblea Nacional de Zambia desde 2016. Es una destacada activista de  respuesta al VIH/sida y la primera miembro de la Asamblea Nacional en anunciar que vivía con la enfermedad.

## Biografía
La princesa Kasune nació el 12 de noviembre de 1975 en Kabwe, hija de un comandante de la policía ferroviaria de Zambia. Fue criada y educada como católica.
A fines de la década de 1980, al comienzo de la epidemia de sida en Zambia, su madre murió por enfermedad asociada al síndrome, seguida rápidamente por su padre. La princesa Kasune se casó cuando tenía 17 años; su esposo Moffat Zulu ya había perdido a dos de sus anteriores esposas a causa de enfermedades relacionadas al sida. En 1997 se hizo una prueba de anticuerpos contra el VIH que resultó positiva, lo que la impulsó a comenzar una vida de activismo en respuesta al sida.
Inicialmente, adoptó un enfoque poco convencional al dar la apariencia de una prostituta y hacer autostop con camioneros de larga distancia, a quienes luego daría una conferencia sobre la importancia del uso del condón. Fue nombrada embajadora del Programa Esperanza de World Vision International, y con ese cargo viajó a los Estados Unidos en 1993 para reunirse con el presidente George H. W. Bush. Su saludo con un beso en ambas mejillas resultó en titulares en Zambia y en África. También fue seleccionada como delegada en una gira de 2005 «Mujeres y sida en Estados Unidos: Empoderar a las mujeres, salvar vidas», patrocinada por la Organización de las Naciones Unidas. Es presentadora de Positive Living, un programa de radio relacionado con la salud.
En 2016, fue elegida miembro de la Asamblea Nacional de Zambia por el distrito electoral de Keembe, como miembro del Partido Unido para el Desarrollo Nacional. Como uno de sus primeros actos en la Asamblea, anunció que vivía con el VIH desde 1997, siendo la primera asambleísta en declarar su estado serológico.
La biografía de la princesa Kasune en el sitio web de la Asamblea Nacional de Zambia indica que tiene una maestría en divinidad y una maestría en administración sin fines de lucro.